# Miothyrsocera atricollis
Miothyrsocera atricollis är en kackerlacksart som först beskrevs av Karlis Princis 1963.  Miothyrsocera atricollis ingår i släktet Miothyrsocera och familjen småkackerlackor. Inga underarter finns listade i Catalogue of Life.